# Казин (остров)
Ка́зин (Ка́зин о́стров, Ко́зий о́стров) — необитаемый речной пойменный остров на Куйбышевском водохранилище, территориально части острова входят в Чебоксарский район Чувашской Республики (Атлашевское сельское поселение) и Звениговский район Республики Марий Эл. Расположен по левую сторону от судоходного фарватера реки Волга.

## География
Площадь острова в летнюю межень при уровне воды Чебоксарского водохранилища 53,0 м составляет приблизительно 7,5 км², из них около 4 км² — в пределах Чувашии.

## История
О существовании острова на Волге в этом месте известно с 1552 года: тут стоял полк князей Д. С. Шестунова и И. М. Хворостинина, размещение русских войск было связано с походом армии Ивана IV на Казань.
Прежние названия
Козинский (XVI век), Козин (XVI век)

## Хозяйственное использование и экология
На территории острова, расположенной в Чебоксарском районе Чувашии, Чебоксарский речной порт разрабатывает месторождение строительного песка «Приверх острова Казин», разведанное в 1989 году.
Поскольку Казин — остров, где сохранились уникальная флора и фауна волжских пойменных лугов, в 2015 году постановлением Правительства Республики Марий Эл территория в 490 га, расположенная в Звениговском районе Республики Марий Эл, включена в перечень перспективных памятников природы регионального значения.